# Ивановка (Оренбургский район)
Ива́новка(ударение на первую А) — село в Оренбургском районе Оренбургской области. Административный центр Ивановского сельсовета.

## География
Село расположено недалеко от районного центра — Оренбурга.
Часовой пояс
Село Ивановка как и вся Оренбургская область, находится в часовой зоне МСК+2. Смещение применяемого времени относительно UTC составляет +5:00.

## Население
| 2002  | 2010  | 2012  | 2013  | 2014    | 2015  | 2016  |
| ----- | ----- | ----- | ----- | ------- | ----- | ----- |
| 1920  | ↗2216 | ↗2373 | ↗2667 | ↗3148   | ↗4040 | ↗5028 |
| 2017  | 2018  | 2019  | 2020  | 2021    |       |       |
| ↗6129 | ↗7045 | ↗7868 | ↗8312 | ↗11 800 |       |       |